# Cinemateca de Bretanya
La Cinemateca de Bretanya (en francès Cinémathèque de Bretagne, en bretó Gwarez filmoù és una associació de la llei 1901 creada el 1986 a Ploërmel per Mathilde Valverde i André Colleu. Des de 1995, la seva seu es troba a Brest. La seva missió és recollir, preservar, conservar i promoure el patrimoni audiovisual i cinematogràfic de la Bretanya, els bretonsi les bretones. Pionera en la col·lecció d'imatges amateurs, la Cinémathèque de Bretagne s'ha convertit en un dels fons regionals més importants de França. Aquest plantejament original ha contribuït al reconeixement de la imatge amateur com a arxiu, element propi de la memòria col·lectiva.

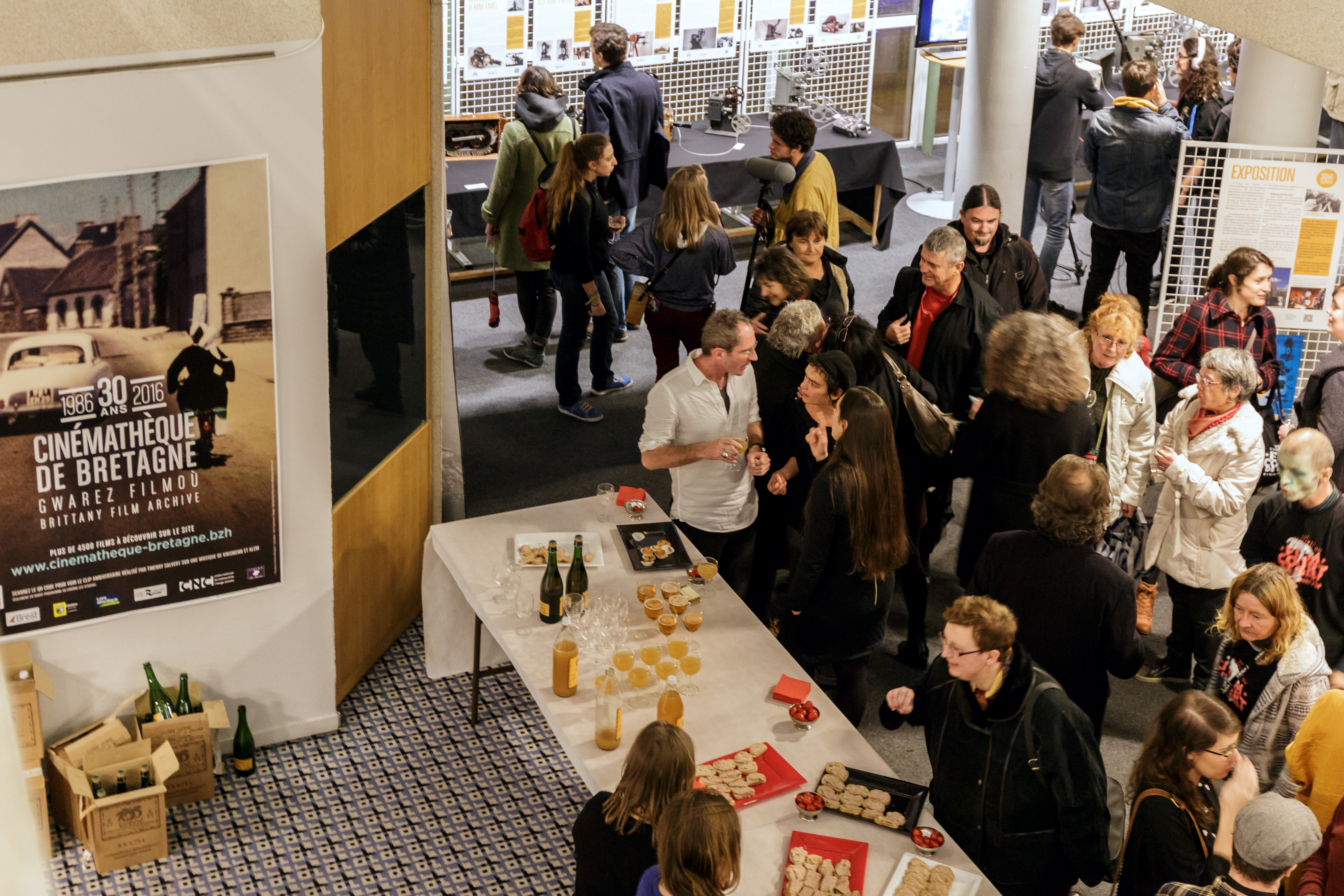
Exposició pel 30è aniversari de la Cinemateca

## Presentació
Algunes xifres del 2022:
- Més de 30.000 pel·lícules admeten inventariades i conservades: pel·lícules (formats super 8, 8 mm, 9,5 mm, 16 mm, 17,5 mm i més rarament 35 mm), vídeos (1 polzada, 1/2 polzada, U'matic, BVU, Betacam i Betacam SP, VHS, SVHS, 8mm, HI 8mm, DV Cam), bandes sonores (com ara 6.25 llises o cintes perforades de tots els formats, associades o no a la pel·lícula).
- Gairebé 1.800 dispositius de cinema: càmeres, projectors, splicers, visors, taules d'edició així com tota la documentació relacionada amb les col·leccions
- Gairebé 2.000 sol·licitants
- Gairebé 8.000 pel·lícules accessibles gratuïtament en línia a al lloc web de la Cinémathèque de Bretagne

La pel·lícula més antiga disponible data de 1910.
Publica un butlletí "Fil à Fil" així com un butlletí electrònic "Entrefil".

## Patrocinadors
La Cinémathèque de Bretagne compta amb el suport de:
- la ciutat de Brest
- el Consell departamental del Finisterre
- La Regió Bretanya
- El Consell departamental del Loira Atlàntic
- Rennes Metròpoli
- el CNC

Totes les produccions subvencionades per la regió de Bretanya, a través del fons d'ajuda a la creació cinematogràfica i audiovisual (FACCA i FALB) es dipositen automàticament a la Cinemateca de Bretanya (sistema semblant al dipòsit legal) .
L'any 2021, la Cinemateca de Bretanya es va beneficiar del suport del Fons de Desenvolupament Regional Europeu (FEDER) per a l'adquisició d'un escàner per a la digitalització de col·leccions de pel·lícules.

## Publicacions
- Jean-Pierre Berthomé, Gaël Naizet, Bretagne et Cinéma, Cinémathèque de Bretagne/éditions Apogée, Octobre 1995, 216 p.

Aquest llibre -publicat amb motiu del centenari de la invenció del cinematògraf- ofereix un catàleg de les 220 pel·lícules rodades a la Bretanya des de 1896 (pêcheurs dans le port de Concarneau) i fins al 1995, així com pel·lícules. inacabats o sense distribuir, i pel·lícules no rodades a la Bretanya però on la història s'hi desenvolupa.